# Chilicola ashmeadi
Chilicola ashmeadi är en biart som först beskrevs av Crawford 1906.  Chilicola ashmeadi ingår i släktet Chilicola och familjen korttungebin. Inga underarter finns listade i Catalogue of Life.